# Климент (Пловдивська область)
Кли́мент (болг. Климент) — село в Пловдивській області Болгарії. Входить до складу общини Карлово.

## Населення
За даними перепису населення 2011 року у селі проживали 1254 особи.
Національний склад населення села:
| Національність   | Кількість осіб | Відсоток |
| ---------------- | -------------- | -------- |
| болгари          | 957            | 89,4%    |
| цигани           | 96             | 9,0%     |
| турки            | 16             | 1,5%     |
| Всього відповіли | 1070           |          |

Розподіл населення за віком у 2011 році:
Динаміка населення: